# Écriture civile

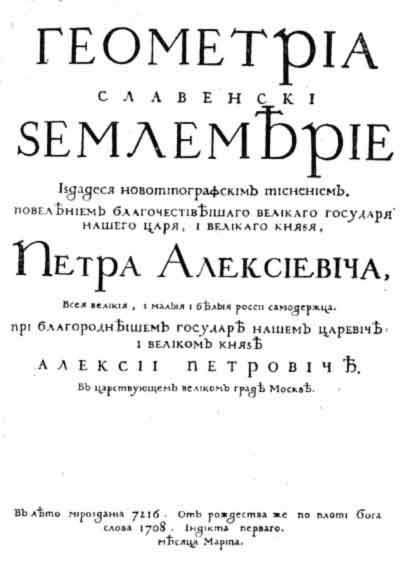
Геометріа славенскі ѕемлемѣріе, premier livre imprimée avec l’écriture civile en 1708.

L’écriture civile ou grajdanka (en russe : гражданка), est un style de l’alphabet cyrillique russe officialisé par Pierre le Grand de 1708 à 1710. Il a été adopté et étendu dans d’autres langues slaves.
La graphie des lettres s'inspire de l’Antiqua latine. Dans la seconde moitié du XVIIIe siècle une écriture cursive grajdanka se développe et remplace l’ancienne skoropis.